# Harã
Harã ou Carras (em turco: Harran; em acádio: Harrânu; em hebraico: חָרָן‎; romaniz.: Ḥārān; em latim: Carrhae; lit.  "estradas que se cruzam"; em grego bizantino: Κάρραι, romaniz.: Kárrhai) foi uma cidade assíria da Alta Mesopotâmia, que é atualmente um sítio arqueológico no sudeste da Turquia.
Os vestígios arqueológicos estão na antiga Harã, um importante centro de comércio, cultura, ciência e religião habitado pela primeira vez na Idade do Cobre (sexto século a.C.). A cidade era chamada de Helenópolis (em grego: Ἑλληνόπολις; lit.  "cidade grega") no período cristão primitivo. É mencionada na História da Armênia de Moisés de Corene e Michael Chamichan como estando sob a autoridade do rei Sanatruces I, a soberania da qual ele atribuído à rainha Helena de Adiabena.

## História

### Período antigo
Harã é mencionada primeiramente na Bíblia, quando Abraão se estabeleceu com sua esposa Sara e os outros após sairem da Ur dos Caldeus. A cidade também é mencionada como uma capital provincial no Império Assírio (até o final do século VII a.C.) e santuário do deus lua Sim, bem no século III a.C.. Este santuário foi chamado Eulul, e foi restaurado por reis assírios como Salmanaser III (r. 858–824 a.C.) e Assurbanípal (r. 668–631 a.C.).

#### A queda da Assíria

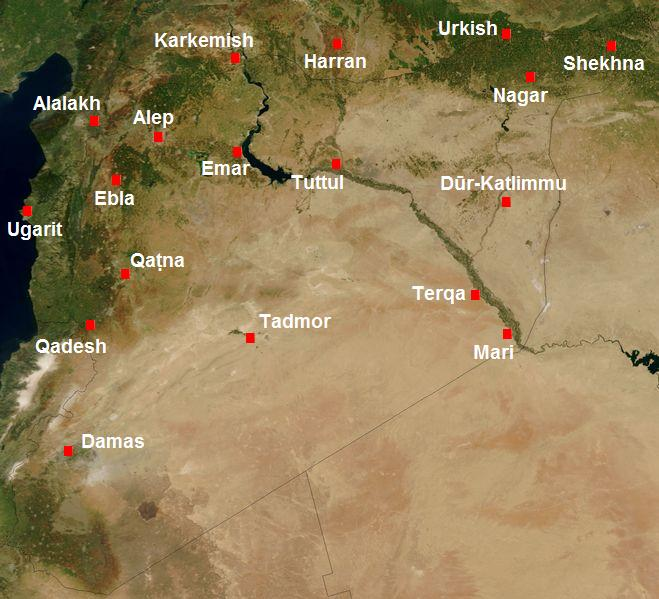
Harã entre as grandes outras cidades da Síria

Embora a cidade seja mencionada já em 2 000 a.C., Harã se tornou famosa no final do século VII a.C., quando Nabopolassar derrotou uma força assíria nas margens do Eufrates, ao sul de Harã (25 de julho de 616 a.C.). Nestes anos, o Império Assírio estava se decaindo, e os babilônios e os medos, liderados por Ciaxares, foram unidos atacar o antigo império. Em 614 a.C., eles capturaram Assur e, dois anos depois, Nínive foi destruída. O fim das duas capitais assírias, entretanto, não foi o fim da guerra. Um novo rei, Assurubalite II, estabeleceu um reino em Harã e desafiou os babilônios.
Porém, ele não era páreo para Nabopolassar, que, de acordo com a Crônica de Nínive, "marchou para a Assíria vitoriosamente" no décimo quinto e décimo sexto ano de seu reinado (612–609 a.C.). Assurubalite foi forçado a deixar Harã, mas convenceu os egípcios de que eles deveriam apoiar sua causa sem esperança. Um grande exército sob o comando do faraó Neco II (r. 610–595 a.C.) avançou para o norte. Em junho de 609 a.C., Neco e Assurubalite tentaram recapturar Harã e quase chegaram à vitória, mas tiveram que suspender o cerco a Harã em agosto e este foi o fim da Assíria.

#### Período medo-babilônico
Após a queda do Império Neoassírio, as fronteiras ocidentais da Média aproximaram-se das planícies da Mesopotâmia. Acreditava-se que após a queda da Assíria, os medos tomaram posse das terras assírias a leste do rio Tigre e a região de Harã. Esta opinião é parcialmente baseada numa inscrição de Nabonido, que afirma que os medos dominaram Harã por 54 anos até o terceiro ano de seu reinado. Nesse caso, os medos possuíram Harã de 607 a 553 a.C. No entanto, alguns estudiosos argumentam que o coração da Assíria e Harã pertencia ao Império Neobabilônico desde 609 a.C. e permaneceram sob seu controle até sua queda em 539 a.C. De fato, a julgar pela Crônica Babilônica, Harã permaneceu sob domínio babilônico, enquanto os medos voltaram para sua terra. É provável, portanto, que algum tempo depois de 609 a.C., os medos capturaram Harã novamente e permaneceram lá por um longo tempo.
Na primeira metade do século VI a.C., a Babilônia foi governada pelo rei Nabucodonosor II (r. 605–562 a.C.). Nesta glória e esplendor da Babilônia, Harã parece ter se beneficiado também. A Bíblia também menciona comerciantes de Harã. No entanto, nem tudo estava bem, e em 555 a.C. ocorreu um golpe de estado, que levou à ascensão do rei Nabonido, um homem idoso, que na verdade pode ter sido nada mais do que uma marionete para o governante real, seu filho Belsazar.

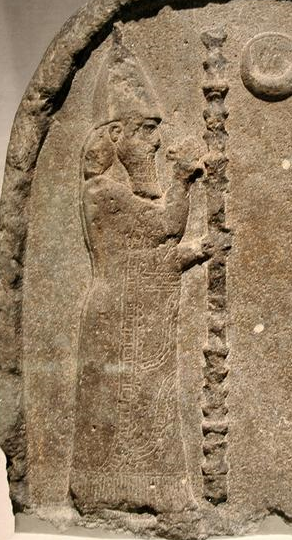
Relevo mostrando Nabonido, onde cita a cidade Harã

Nabonido chocou as autoridades religiosas da Babilônia com sua dedicação a Sim de Harã. Elas esperavam que um rei da Babilônia venerasse o deus supremo Marduque e participasse do festival de Aquitu. Nabonido não queria nada disso. Em vez disso, ele deixou a Babilônia e passou a viver no deserto da Arábia. Ao mesmo tempo, ele reconstruiu o templo de Sim em Harã, Eulul. Enquanto isso, os babilônios se sentiram traídos e começaram a simpatizar com o rei Ciro da Pérsia, que já havia derrotado os medos e os lídios. Quando ele anunciou a restauração do culto a Marduque, os babilônios apoiaram-no (outubro de 539 a.C.).

#### Período helenístico
Harã fazia parte do Império Aquemênida, que foi substituído dois séculos depois famoso rei Alexandre, o Grande da Macedônia. O conquistador pode ter visitado Harã no final do verão de 331 a.C.. Após a morte de Alexandre em 323 a.C., Harã fez parte do império dos selêucidas, a dinastia macedônia governando na Ásia. Eles estabeleceram veteranos macedônios em Harã, que permaneceu uma entidade reconhecível depois que o império selêucida foi substituído pelo dos partos.
Em 53 a.C., o general romano Crasso invadiu a Pártia. Os descendentes dos macedônios se aliaram a ele, mas, mesmo assim, ele foi derrotado por um comandante parta que é chamado de Surena nas fontes grega e latina, e deve ter sido membro do clã sureno-parto. A batalha de Harã — ou Carras, como os romanos a chamavam — foi o início de uma série de guerras de fronteira que durariam séculos.

### Período romano
Nesse período, Harã pertencia a um pequeno reino chamado Osroena, que fazia parte do grande império parta e tinha a vizinha Edessa como capital. O imperador romano Lúcio Vero (r. 161–169 d.C.) tentou conquistar este reino e a vizinha Nísibis e teve sucesso, mas uma epidemia estourou e tornou a anexação impossível. No entanto, um monumento de vitória foi erguido em Éfeso, e Harã é mostrado como uma das cidades súditos. O imperador romano Setímio Severo finalmente adicionou Osroena aos seus reinos em 195 d.C. As casas cônicas em forma de cúpula da antiga Harã, que permaneceram inalteradas até os dias atuais, podem ser vistas no Arco de Septímio Severo no Fórum Romano.